# The Boomerang (film 1913 Kalem)
The Boomerang è un cortometraggio muto del 1913 diretto da George Melford. Prodotta dalla Kalem Company, la pellicola ha come interpreti principali Carlyle Blackwell e Francelia Billington.

## Produzione
Il film fu prodotto dalla Kalem Company

## Distribuzione
Distribuito dalla General Film Company, uscì nelle sale cinematografiche statunitensi il 22 gennaio 1913. Nello stesso anno, negli Stati Uniti furono prodotti altri tre cortometraggi dallo stesso titolo.